# ジョブネル・モイーズ
ジョブネル・モイーズ（フランス語発音: [ʒɔvənɛl mɔiz]、ハイチ語発音: [ʒovɛnɛl mɔiz]、1968年6月26日 - 2021年7月7日）は、ハイチの政治家、軍人。ハイチ共和国第42代大統領。
2021年7月7日、大統領に在職中に武装勢力により暗殺された（ジョブネル・モイーズ暗殺事件）。53歳没。